# Johorsundet

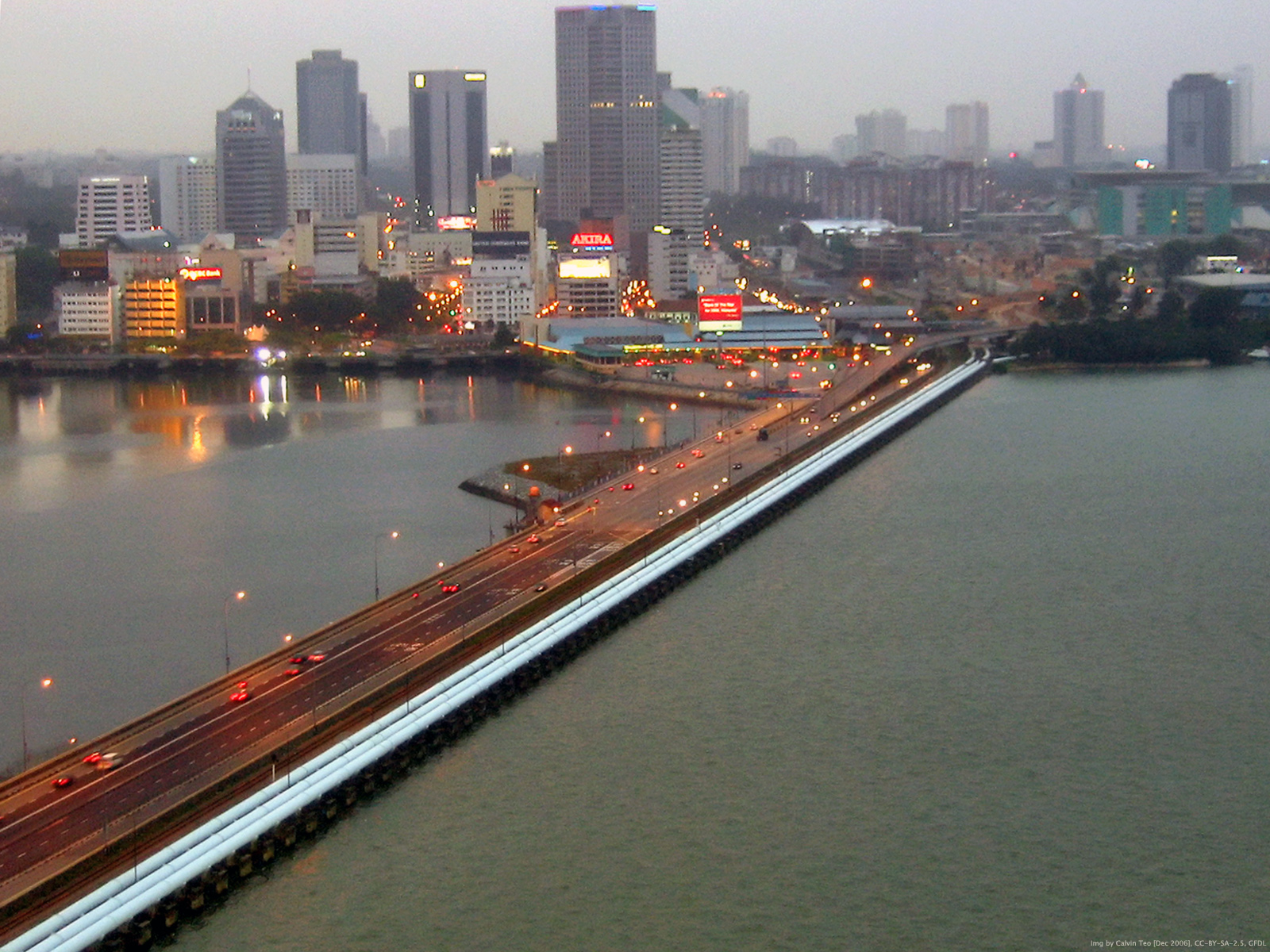
Bron mellan Johor och Singapore spänner över sundet, sett från Woodlands Checkpoint i Singapore.

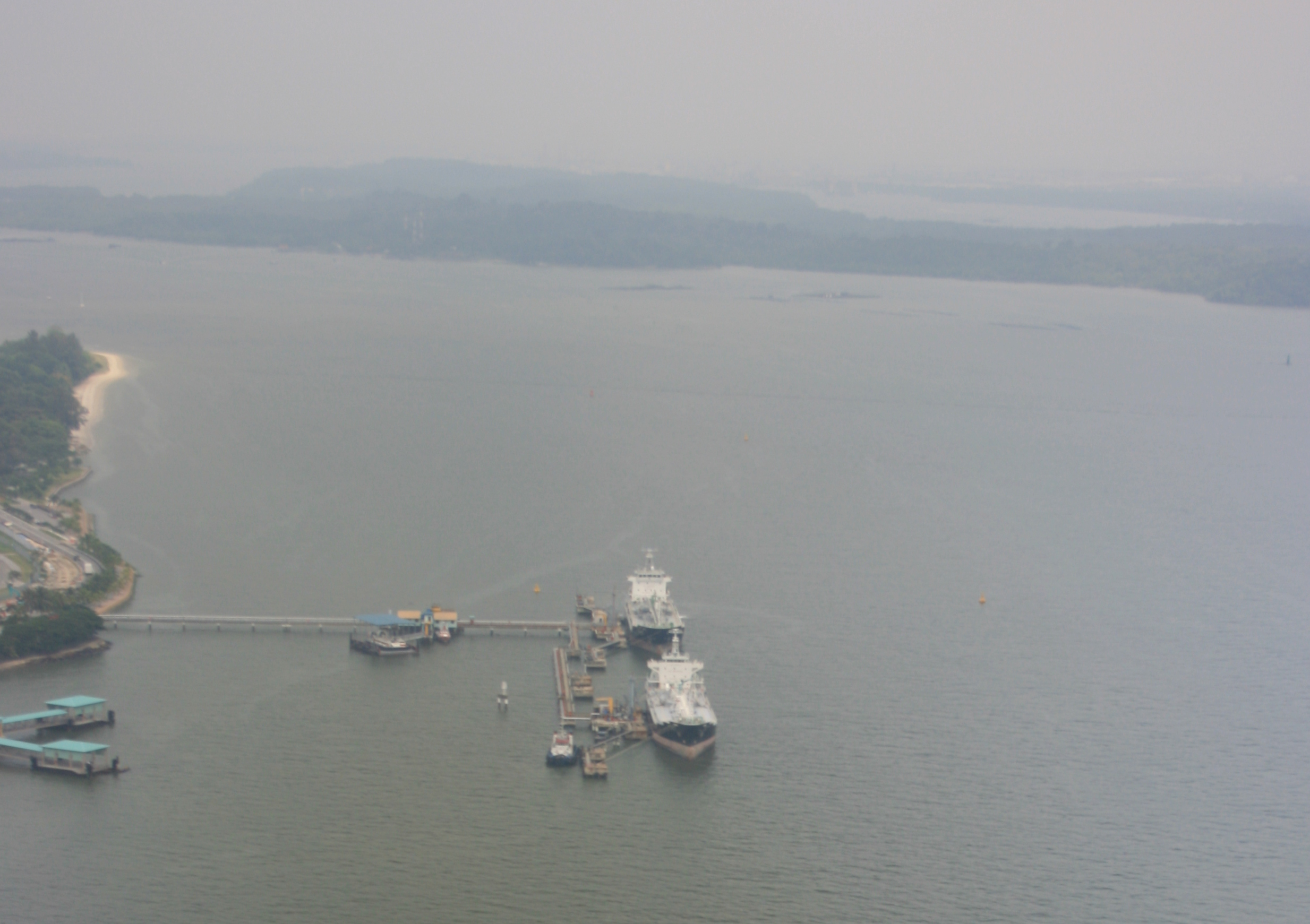
Den östra infarten till Johorsundet, sett från ett flygplan som landar på Changi Airport, med Singapore Island till vänster och Pulau Ubin i bakgrunden.

Johorsundet (engelska: Straits of Johor, också känt som Tebrausundet, Selat Johor, Selat Tebrau och Tebrau Reach) är ett sund som skiljer den malaysiska delstaten Johor i norr från Singapore i söder.
Viktiga biflöden som mynnar ut i Johorsundet inkluderar:
- Sungai Tebrau
- Sungai Segget
- Johorfloden
- Sungai Sengkuang
- Sungai Haji Rahmat
- Sungai Kempas
- Sungai Sri Buntan
- Sungai Abd Samad
- Sungai Air Molek
- Sungai Stulang
- Sungai Setanggong
- Sungai Tampoi
- Sungai Sebulong
- Sungai Bala
- Sungai Pandan
- Sungai Tengkorak
- Sungai Plentong
- Sungai Senibong
- Sungai Pulai

Not: Sungai är det malajiska ordet för flod.